# Округ Еди (Северна Дакота)
Еди (енгл. Eddy County) је округ у америчкој савезној држави Северна Дакота.

## Демографија
По попису из 2010. године број становника је 2.385, што је 372 (-13,5%) становника мање него 2000. године.
| Група             | 2000.         | 2010.         |
| Белци             | 2.649 (96,1%) | 2.242 (94,0%) |
| Афроамериканци    | 2 (0,1%)      | 4 (0,2%)      |
| Азијати           | 4 (0,1%)      | 6 (0,3%)      |
| Хиспаноамериканци | 17 (0,6%)     | 52 (2,2%)     |
| Укупно            | 2.757         | 2.385         |